# Conseil national du patronat de la presse et de l’audiovisuel
Le Conseil national du patronat de la presse et de l’audiovisuel (Cnpa-Bénin) est une association professionnelle c'est-à-dire des employés des entreprises de presse conformément aux résolutions issues les états généraux de la presse béninoise tenue du 18 au 23 novembre 2002 à Cotonou. Régie par la loi du 1er juillet 1901, elle a vocation syndicale et est ouverte à tous les professionnels des médias du Bénin.

## Description

### Activités
- Des conférences.
- Des séminaires.
- Des colloques.
- Des stages.
- Des voyages d’étude.
- Des missions.
- Des consultations.

## Organisation et fonctionnement
Le bureau de CNPA est dirigé par un bureau composé de dix neuf (19) membres pour un mandat de trois (03) ans au cours d’une l'assemblée générale élective. 
Le nouveau Bureau exécutif national comptant pour 6ème mandature est composé comme suit :
| Nom et Prénom           | Poste occupé                                                                | Organe ou médias de provenance |
| ----------------------- | --------------------------------------------------------------------------- | ------------------------------ |
| Evariste Hodonou        | Président                                                                   | La Tribune de la Capitale      |
| Saturnin hounkpe        | 1er Vice-président                                                          | L’Autre Vision                 |
| Rodrigue Azinnongne     | 2ème Vice-président                                                         | Fraternité FM                  |
| Richard Fassinou        | 3ème Vice-président                                                         | Radio La Voix de la Vallée     |
| Joël Houndolo           | 4ème Vice-président                                                         | ORTB                           |
| Fortuné Assogba         | Secrétaire général                                                          | Nouvelles mutations            |
| Telesphore Sekou        | Secrétaire général Adjoint                                                  | Nanto FM                       |
| Sebastien Guidi         | Trésorier général                                                           | Radio la voix de Lokossa       |
| Sylvestre Sossou        | Trésorier général Adjoint :                                                 | Le coopérant                   |
| Achille Ahossinou       | Secrétaire à la formation                                                   | La Nouvelle génération         |
| Euloge Okambawa         | Secrétaire adjoint à la formation                                           | L’Opinion aujourd’hui          |
| Maliki Laleye           | Secrétaire à l’organisation                                                 | Le clairon                     |
| Adam Orou se            | Secrétaire adjoint à l’organisation                                         | Radio banikoara                |
| Cyrille Saïzonou        | Secrétaire aux technologies de l’information et de la communication         | Djakpata                       |
| Judicaël Rock Hounwanou | Secrétaire adjoint aux technologies de l’information et de la communication | L’informateur                  |
| Ilarion Kingnon         | Secrétaire à la communication                                               | Défi infos                     |
| Fataou Amoussa          | Secrétaire adjoint à la communication:                                      | Soleil levant                  |
| Evelyne Guenum          | Secrétaire aux affaires sociales                                            | Kini kini                      |
| Frederic Allokpon       | Secrétaire adjoint aux affaires sociales                                    | Le Canard du nord              |

## Liste des présidents
Plusieurs présidents se sont succédé à la tête du CNPA. Il s'agit de :

| Nom et Prénom         | Mandature       | Année                      | Observations          |
| --------------------- | --------------- | -------------------------- | --------------------- |
| Evariste Hodonou      | 6 ème mandature | Depuis 2019                |                       |
| Germain Leha          | 5ème mandature  | 2016-2019                  | Président intérimaire |
| Basile Tchibozo       | 4ème mandature  | 2013-2016                  |                       |
| Malik Idrissou Seibou | 3ème mandature  | 2010 - 2013 et 2013 - 2016 | 2 mandats             |
| Edouard Loko          | 2ème mandature  | 2007-2010                  |                       |
| Issa Badarou          | 1ère mandature  | 2004-2007                  |                       |

## Membres
Conformément à l’article 31 des statuts du Cnpa-Béni, il faut être :
- patron de presse ou promoteur d’organes de presse du Bénin ;
- les premiers responsables des organes de presse de service public Bénin ;
- payer sa cotisation ou ses arriérés de cotisations.

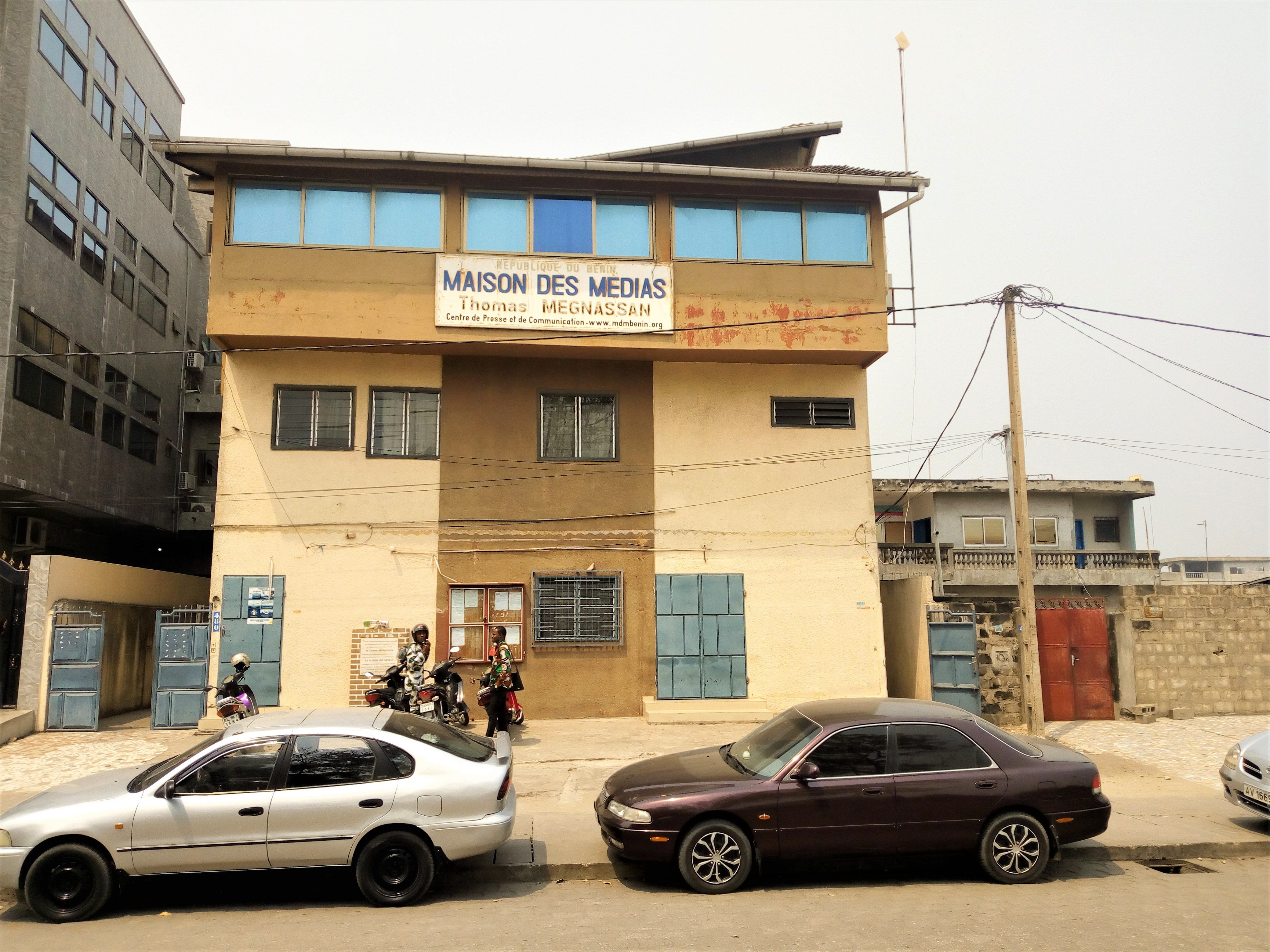
Siège maison des médias à Cotonou Bénin